# Scydmoraphes parilis
Scydmoraphes parilis é uma espécie de insetos coleópteros polífagos pertencente à família Scydmaenidae.
A autoridade científica da espécie é Reitter, tendo sido descrita no ano de 1882.
Trata-se de uma espécie presente no território português.